# Pontiac G5
La G5 è un'autovettura compact prodotta dalla Pontiac dal 2004 al 2009, anno in cui è stato soppresso il marchio statunitense.

## Storia

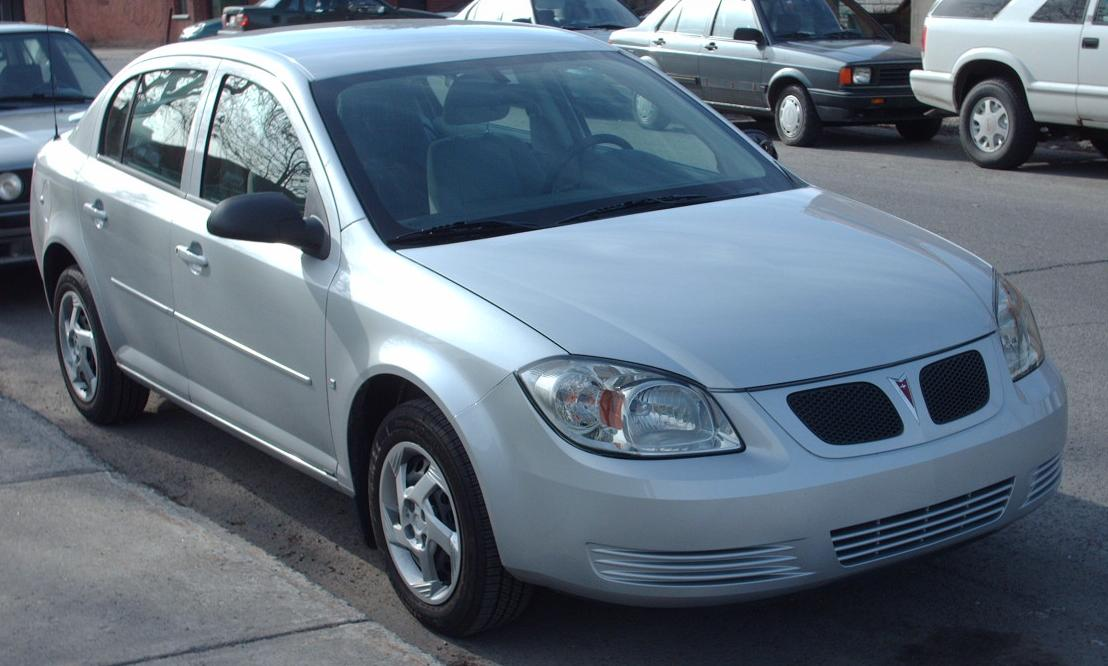
Una Pontiac G5 berlina del 2007

È stata introdotta nel 2004 per il model year 2005. Sul mercato canadese, dal 2005 all'inizio del 2006, la G5 era conosciuta come Pontiac Pursuit, mentre nella seconda metà del 2006 venne denominata Pontiac G5 Pursuit. Invece, in Messico, dal 2005 al 2006 era conosciuta come Pontiac G4.
Negli Stati Uniti il modello è stato introdotto nell'agosto del 2006 per il model year 2007. Il modello era basato sul pianale Delta della General Motors, ed aveva il motore installato in posizione anteriore. La trazione era anch'essa anteriore. In Canada e Messico era disponibile anche in versione berlina, mentre negli Stati Uniti fu offerta solo con carrozzeria coupé. Il modello venne assemblato a Lordstown, nell'Ohio.
Come risultato della soppressione del marchio Pontiac dopo il model year 2010, la General Motors annunciò che la produzione della G5 sarebbe terminata alla fine del 2009, nonostante le alte vendite dei modelli del marchio sul mercato canadese.
Con la fine del marchio Pontiac, la Buick Verano (che condivideva la stessa piattaforma dell'erede della Cobalt, la Cruze), funse da modello successore della G5. Il motore turbocompresso della Verano risolse alcuni problemi riguardanti la G5, anche se questa vettura era priva di qualsiasi caratteristica che la potesse porre in qualche modo al di sopra della Cobalt.

## Specifiche tecniche
Le sospensioni anteriori erano indipendenti ed avevano installato lo schema MacPherson, mentre quelle posteriori erano semi-indipendenti con porte torcente. Le dimensioni ed il peso erano superiori a quelli dei modelli concorrenti. La vettura aveva installato un servosterzo elettrico in luogo del più comune servosterzo idraulico. Il 2 marzo 2010 la General Motors richiamò 1,3 milioni di proprie vetture compact, incluse delle G5 e delle Cobalt, a causa di problemi al servosterzo.
Le motorizzazioni furono:
| Anni      | Motore                                                       | Potenza             | Coppia               |
| --------- | ------------------------------------------------------------ | ------------------- | -------------------- |
| 2005–2008 | Ecotec L61 da 2,2 L di cilindrata, quattro cilindri in linea | 148 CV @ 5.600 giri | 210 N•m @ 4.000 giri |
| 2006–2008 | Ecotec LE5 da 2,4 L, quattro cilindri in linea               | 171 CV @ 5.800 giri | 221 N•m @ 4.500 giri |
| 2009      | Ecotec LAP da 2,2 L, quattro cilindri in linea               | 155 CV @ 5.800 giri | 203 N•m @ 4.500 giri |

## I modelli disponibili

### Negli Stati Uniti
Negli Stati Uniti la G5 era disponibile solo in versione coupé. Originariamente, erano offerti gli allestimenti base e GT. Era installato solo un tipo di motore, cioè un quattro cilindri in linea da 2,2 L di cilindrata. L'equipaggiamento di serie dell'allestimento base comprendeva un cambio manuale a cinque rapporti, dei cerchioni in acciaio, una radio AM/FM con lettore MP3, un'autoradio satellitare XM, una presa AUX per supporti musicali esterni, gli alzacristalli elettrici, la chiusura centralizzata, un sistema di apertura delle porte senza l'ausilio di chiavi, il volante regolabile in profondità, un sistema di monitoraggio della pressione degli pneumatici, l'aria condizionata e lo spoiler. Gli optional disponibili sia per la versione base che per l'allestimento GT, includevano il tettuccio apribile e gli airbag laterali. La versione base era in vendita a 14.995 dollari, mentre la GT a 17.795 dollari.
Similmente alla Cobalt, la G5 fu disponibile, nel 2008 e nel 2009, nell'allestimento XFE, che era caratterizzato da un maggiore attenzioni nei confronti del consumo di carburante. L'allestimento XFE ha un primato per la General Motors: è stato l'unico allestimento ad essere stato condiviso sia da un modello Pontiac che da uno Chevrolet. I nomi degli allestimenti della Pontiac dell'epoca erano in genere denominati "base", GT e GXP, mentre quelli della Chevrolet erano chiamati LS, LT, LTZ e SS. La Chevrolet eliminò l'allestimento XFE dopo l'uscita di produzione della Cobalt, optando invece per la denominazione Eco, introdotta per la prima volta sulla Cruze che di fatto sostituì la Cobalt stessa.

### In Canada
In Canada, la G5 era disponibile, sia in versione coupé che in versione berlina, con denominazione Pontiac Pursuit, negli allestimenti "base", SE e GT. I primi due allestimenti menzionati ebbero in dotazione il motore da 2,2 L di cilindrata. Per il cambio era possibile la scelta tra due opzioni, vale a dire una trasmissione manuale a cinque rapporti oppure un cambio automatico a quattro marce. L'allestimento GT aveva invece installato un motore da 2,4 L che poteva essere accoppiato ai cambi prima menzionati.
I freni anteriori erano a disco, mentre quelli posteriori erano a tamburo. La GT invece possedeva freni a disco sulle quattro ruote. La versione base era equipaggiata con ruote da 15 pollici, mentre l'allestimento SE comprendeva ruote da 16 pollici, ABS, aria condizionata e cruise control. Questo equipaggiamento era comunque disponibile, per la versione base, tra gli optional. L'allestimento GT includeva invece ruote da 17 pollici. Altri optional erano gli airbag, il controllo di trazione, il controllo elettronico della stabilità, il tetto apribile, i sedili in pelle riscaldabili ed un'autoradio con amplificatore multicanale della Pioneer da 228 W, il quale era associato a sette casse ed un subwoofer, anch'essi della Pioneer.
Anche in Canada, similmente a quanto successe negli Stati Uniti, fu offerto, nel 2008 e nel 2009, l'allestimento XFE.